# Virgilio Zapatero
Pour les articles homonymes, voir Zapatero (homonymie) et Gómez.
Virgilio Zapatero Gómez, né le 26 juin 1946 à Cisneros, est un universitaire et homme politique espagnol, membre du Parti socialiste ouvrier espagnol (PSOE). Il a été ministre des Relations avec le Parlement entre 1986 et 1993, établissant le record de longévité à ce poste.

## Biographie

### Formation et première carrière
Après avoir obtenu son bachillerato à Zamora, il passe avec succès, en 1974, un doctorat de droit à l'université Complutense de Madrid, où il a eu comme professeur Gregorio Peces-Barba, puis complète ses études à Strasbourg et Hambourg. Il devient ensuite professeur de philosophie du droit à l'université autonome de Madrid.

### Ses débuts au Congrès des députés
Adhérent du Parti socialiste ouvrier espagnol (PSOE) à partir de 1970, il est élu député de la province de Cuenca lors des élections constituantes de 1977 et désigné un an plus tard secrétaire général adjoint du groupe parlementaire socialiste. Il est reconduit à ce poste en 1979, à la suite de sa réélection lors des élections générales du 1er mars.

### Secrétaire d'État, puis ministre
Le PSOE ayant remporté les élections anticipées du 28 octobre 1982, il est choisi peu de temps après comme secrétaire d'État pour les Relations avec le Parlement et la Coordination législative, ce qui l'oblige à renoncer à son mandat parlementaire. Le 26 juillet 1986, un mois après la reconduction des socialistes au pouvoir, Virgilio Zapatero Gómez est nommé ministre des Relations avec le Parlement et du Secrétariat du gouvernement, un poste qui remplace celui de ministre de la Présidence et qu'il conserve jusqu'au 14 juillet 1993, établissant ainsi le record de longévité à la tête de ce ministère.

### Fin de parcours politique et retour à la vie professionnelle
De retour au Congrès des députés, il y prend la présidence de la commission constitutionnelle, mais démissionne en 1994. Il reprend alors l'enseignement de la philosophie du droit, qu'il accomplit à l'université d'Alcalá de Henares à partir de 1999, avec le grade de professeur des universités. Trois ans plus tard, il est élu recteur de l'établissement. Il démissionne de ce poste en 2009, après avoir été désigné vice-président de la Caja Madrid.

### Vie privée
Il est marié, et père d'une fille et d'un fils.